# MTV Video Music Awards Japan 2014
Die MTV Video Music Awards Japan 2014 wurden am 14. Juni 2014 im Maihama Amphitheater von Chiba vergeben. Moderatoren waren Sayumi Michishige von Morning Musume, T.M.Revolution und W-inds.

## Gewinner und Nominierungen
Die Nominierungen wurden am 28. März 2014 verkündet.

### Video of the Year

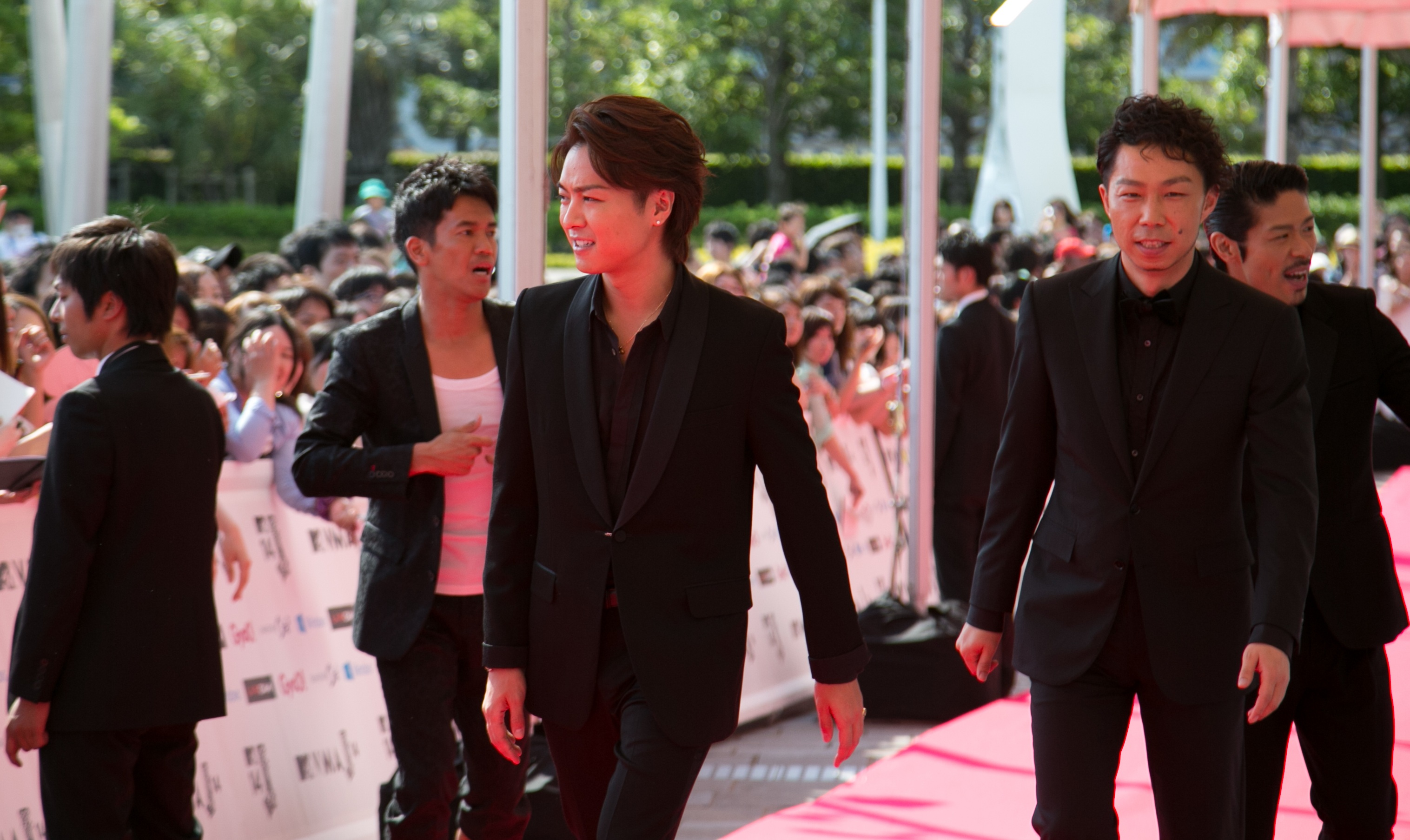
Exile bei den MTV Video Music Awards Japan

Exile — Exile Pride ~Konnasekaiwoaisurutame~
- Katy Perry — Roar
- Namie Amuro — Ballerina
- Lady Gaga — Applause
- Mr. Children — REM

### Album of the Year

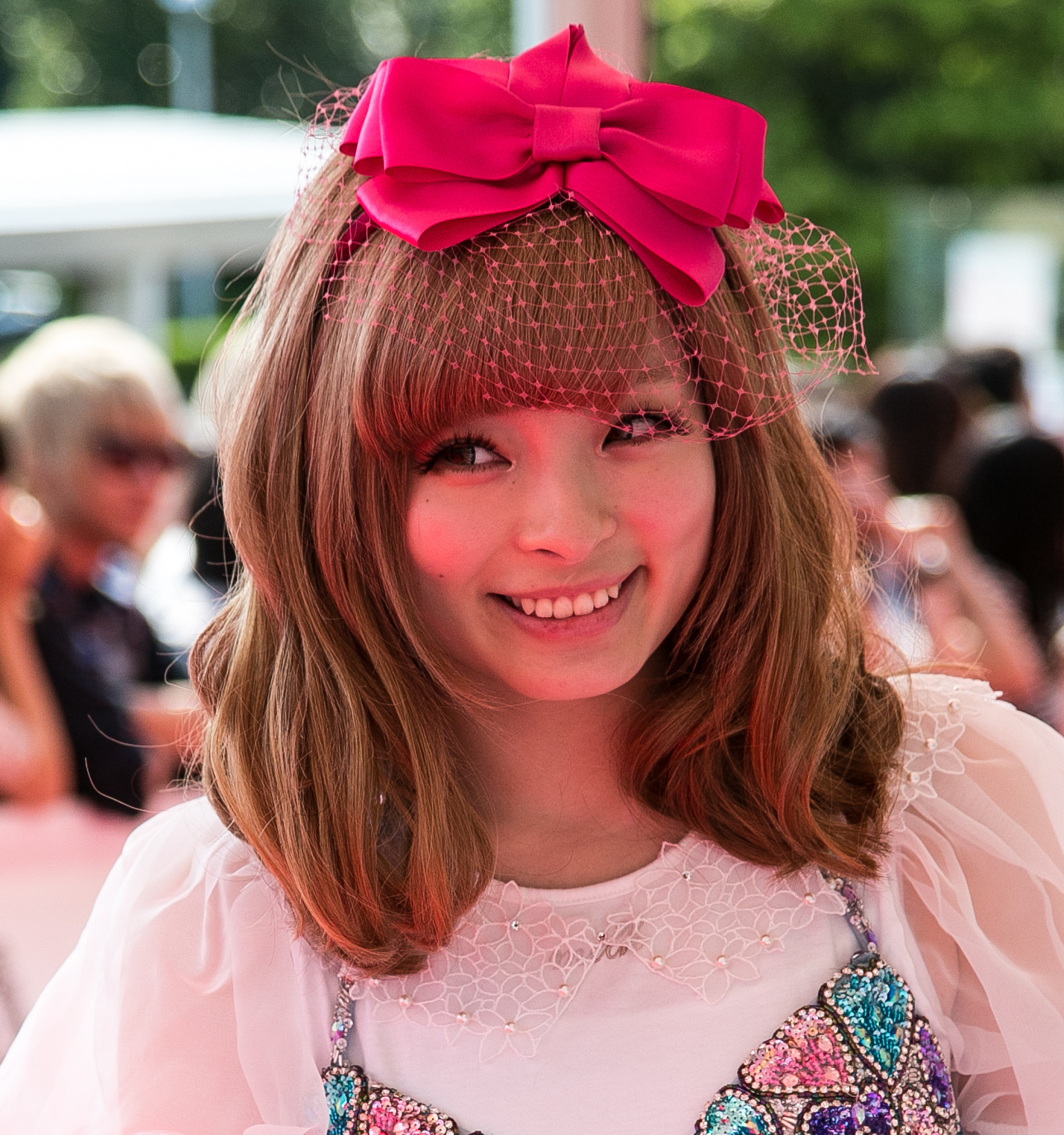
Kyary Pamyu Pamyu bei der Awards-Show

Kyary Pamyu Pamyu — Nanda Collection
- Beyoncé — Beyoncé
- Daft Punk — Random Access Memories
- Maximum the Hormone — Yoshū Fukushū
- J Soul Brothers III — Blue Impact

### Best Male Video
Exile Atsushi — Blue Dragon
- Justin Timberlake — Take Back the Night
- Miyavi — Horizon
- Naoto Inti Raymi — Koi Suru Kisetsu
- Robin Thicke featuring T.I. and Pharrell Williams — Blurred Lines

### Best Female Video
Miley Cyrus — We Can't Stop
- Katy Perry — Roar
- Namie Amuro — Ballerina
- Beyoncé featuring Jay-Z — Drunk in Love
- Sheena Ringo — Irohanihoheto

### Best Group Video
Momoiro Clover Z — Gounn
- Ikimonogakari — Egao
- One Direction — Story of My Life
- J Soul Brothers III — So Right
- Thirty Seconds to Mars — Up in the Air

### Best New Artist Video
Ariana Grande — Baby I
- Kana-Boon — Jyoushahissuinokotowari, Okotowari
- Rina Katahira — Onna no Ko wa Nakanai
- Lorde — Royals
- The Strypes — Mystery Man

### Best Rock Video
One Ok Rock — Be the Light
- Arctic Monkeys — One for the Road
- Radwimps — Last Virgin
- Sakanaction — Good-Bye
- Vampire Weekend — Diane Young

### Best Pop Video
Lady Gaga — Applause
- Generations from Exile Tribe — Hot Shot
- Icona Pop featuring Charli XCX — I Love It
- Kyary Pamyu Pamyu — Mottai Night Land
- Kana Nishino — Believe

### Best R&B Video
Daichi Miura — I'm on Fire

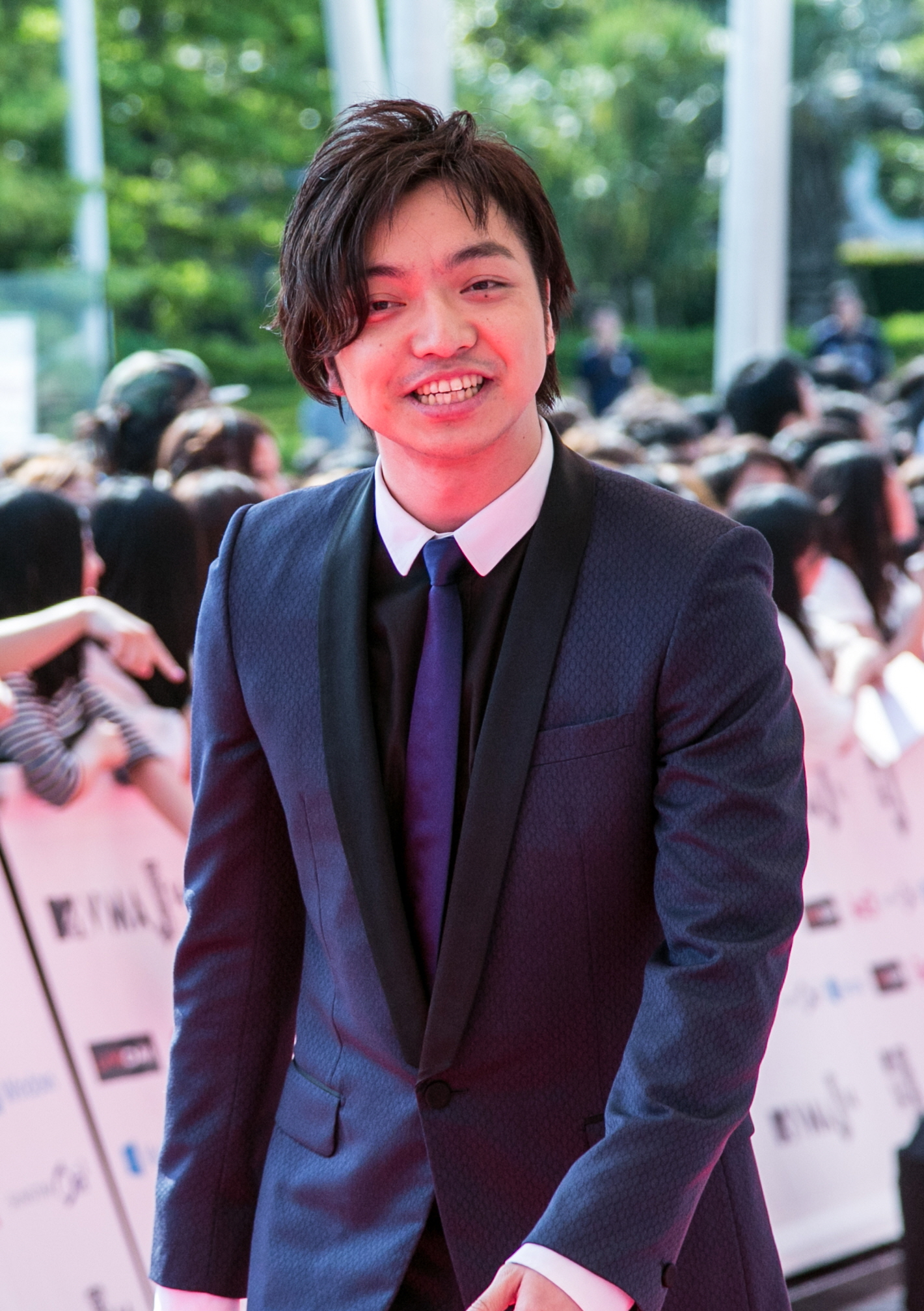
Daichi Miura bei den MTV Video Music Awards Japan 2014

- Beyoncé featuring Jay-Z — Drunk in Love
- Miliyah Kato — Lonely Hearts
- Pharrell Williams — Happy
- The Weeknd — Belong to the World

### Best Hip-Hop Video
Sky-Hi — Ai Bloom
- Eminem — Berzerk
- Jay-Z featuring Justin Timberlake — Holy Grail
- Macklemore & Ryan Lewis — Same Love
- Rip Slyme — Sly

### Best Reggae Video
Lecca featuring Rhymester — Sky is the Limit
- Fire Ball — Everything's So Nice
- Sean Paul — Turn it Up
- Snoop Lion featuring Miley Cyrus — Ashtrays and Heartbreaks
- Wakadanna — Life is Mountain

### Best Dance Video
Perfume — Magic of Love
- Avicii — Wake Me Up
- Daft Punk featuring Pharrell Williams and Nile Rodgers — Lose Yourself to Dance
- Disclosure — F for You
- Tofubeats featuring G.Rina — No.1

### Best Video from a Film
Gen Hoshino — Why Don't You Play in Hell? (aus Why Don't You Play in Hell?)
- Bump of Chicken — Niji o Matsu Hito (aus Gatchaman)
- Metallica — Master of Puppets (aus Metallica Through the Never)
- 2 Chainz and Wiz Khalifa — We Own It (Fast & Furious) (aus Fast & Furious 6)
- Will.i.am — Bang Bang (aus Der Große Gatsby)

### Best Collaboration
T.M.Revolution × Nana Mizuki — Preserved Roses
- Jennifer Lopez featuring Pitbull — Live It Up
- Man with a Mission featuring Takuma — Database
- Robin Thicke featuring T.I. and Pharrell Williams — Blurred Lines
- Soil & ''Pimp'' Sessions and Ringo Sheena — Koroshiya Kiki Ippatsu

### Best Karaokee! Song
Kyary Pamyu Pamyu — Mottai Night Land
- Avril Lavigne — Rock n Roll
- Kerakera — Star Loveration
- One Direction — Story of My Life
- Sekai no Owari — RPG

### Best Choreography
E-girls — Gomennasai no Kissing You
- AKB48 — Koisuru Fortune Cookie

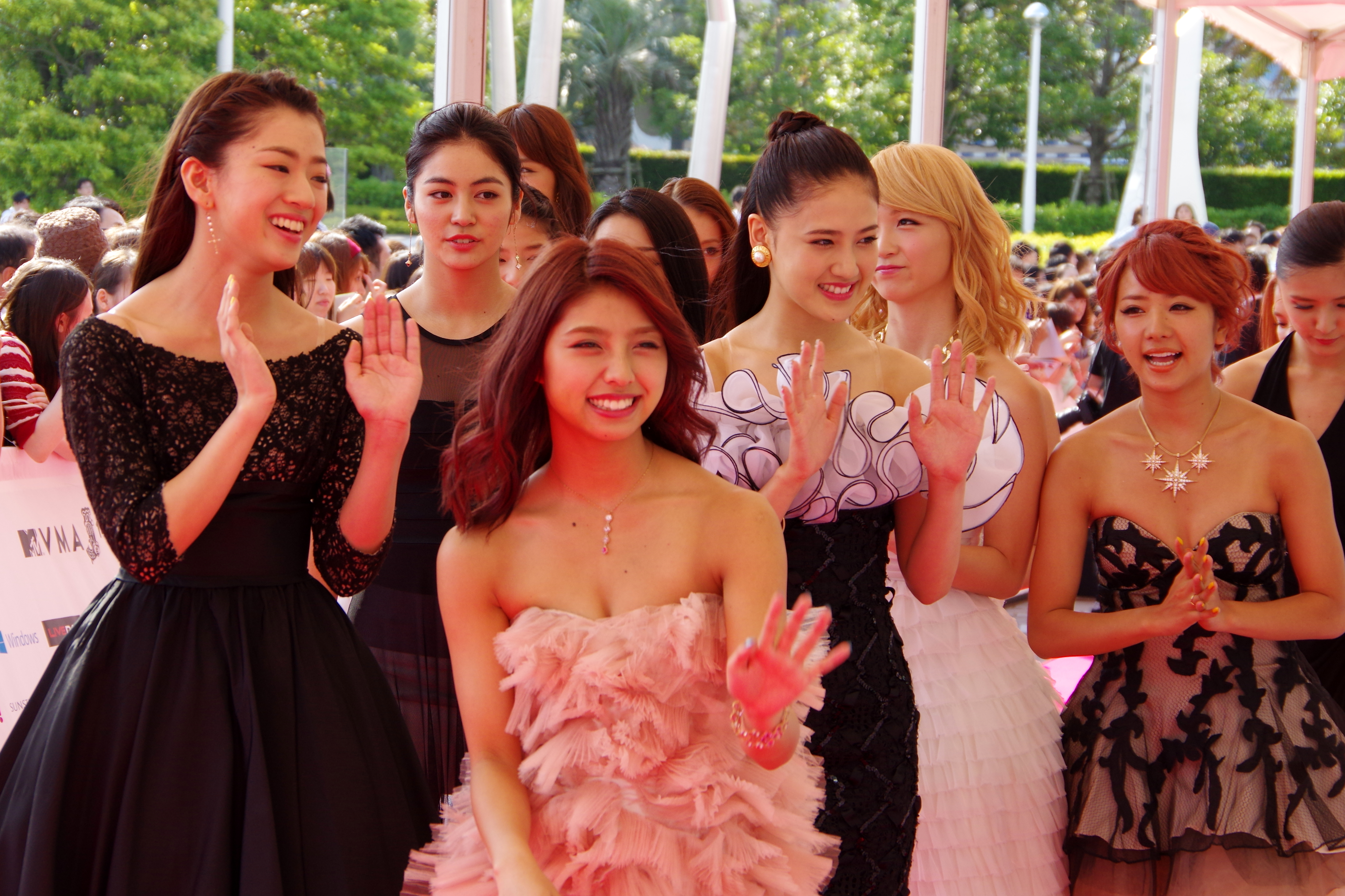
E-girls at the 2014 MTV Video Music Awards Japan

- Ayame Goriki — Tomodachiyori Daijinahito
- Justin Timberlake — Take Back the Night
- Sara Bareilles — Brave

## Auftritte
- Coldplay
- Berryz Kobo
- E-Girls
- Glay
- Hatsune Miku
- Kaela Kimura
- Kyary Pamyu Pamyu
- Daichi Miura

## Präsentatoren

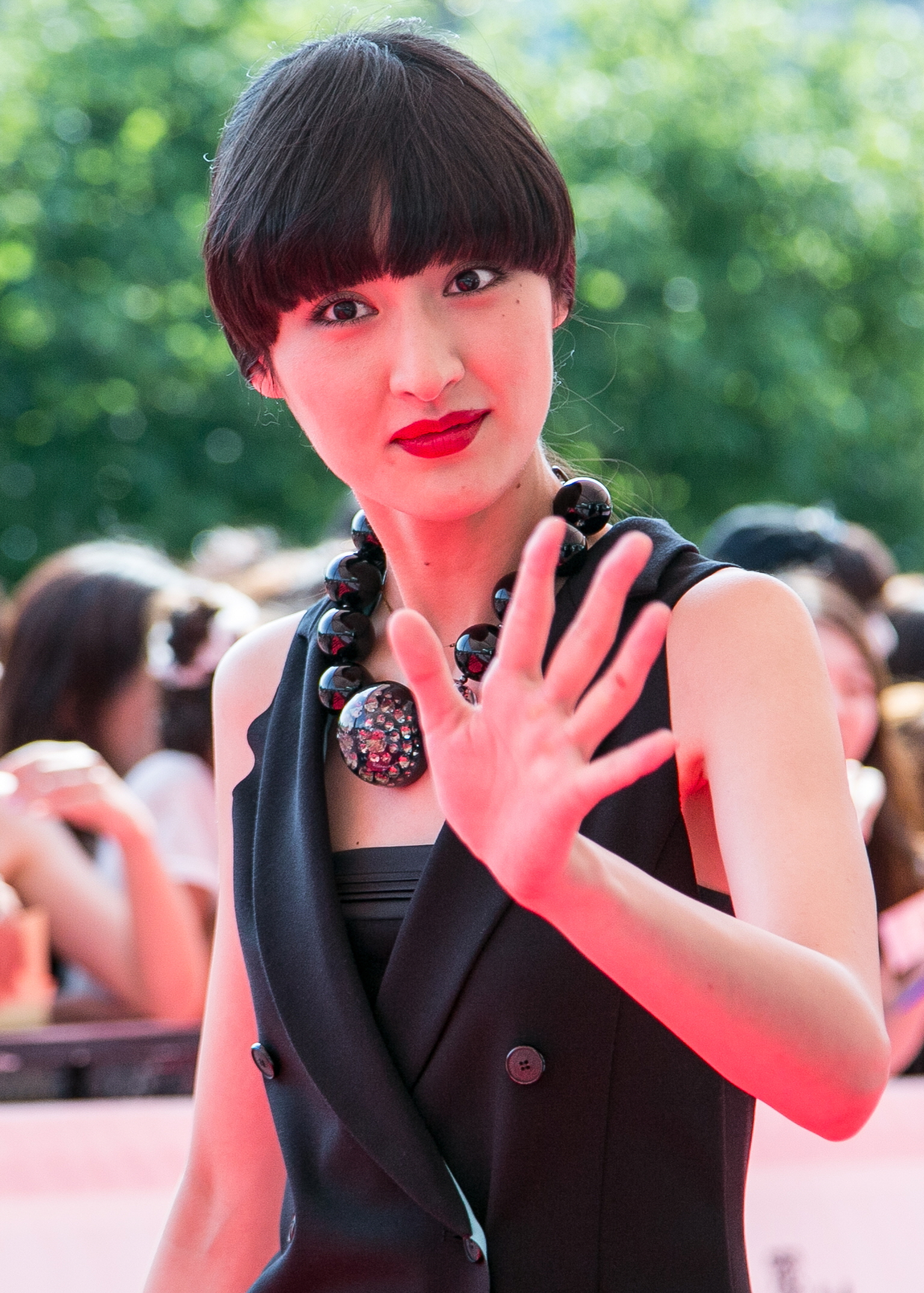
Kavka Shishido

- Chiaki Horan
- Funassyi
- Hyadain
- Rev. from DVL
- Ryu-boshiryo
- Kavka Shishido
- Takeshi Takei